# مرکوری مونارچ
مرکوری مونارچ (Mercury Monarch) خودرویی است که در سال‌های ۱۹۷۵ تا ۱۹۸۰تولید شده‌است.
این خودرو در کلاس خودرو سایز متوسط قرار گرفته، طراحی آن خودروهای موتور جلو-محور عقب بوده است. 